# Heinz Isler (Radsportler)
Heinz Isler (* 19. Februar 1960 in Embrach) ist ein ehemaliger Schweizer Radrennfahrer, der vor allem auf der Bahn aktiv war.
Heinz Isler war einer der erfolgreichsten Schweizer Bahnradsportler Ende der 1970er bis in die 1980er Jahre hinein. 1977 sowie 1978 wurde er jeweils Dritter bei UCI-Bahn-Weltmeisterschaften der Junioren im 1000-Meter-Zeitfahren. In den folgenden Jahren errang er sechs nationale Titel, im 1000-Meter-Zeitfahren wie auch im Sprint.
Zweimal startete Isler bei Olympischen Sommerspielen: 1980 wurde er im Moskauer Velodrom von Krylatskoje Sechster im Sprint sowie im 1000-Meter-Zeitfahren. Vier Jahre später, bei den Spielen in Los Angeles, belegte er im 1000-Meter-Zeitfahren Platz zehn. Den Grand Prix d’Anvers gewann er 1980. Isler startete für den Verein VC Gippingen.